# 6902 Hideoasada
6902 Hideoasada eller 1989 US3 är en asteroid i huvudbältet som upptäcktes den 26 oktober 1989 av de båda japanska astronomerna Toshimasa Furuta och Yoshikane Mizuno vid Kani-observatoriet. Den är uppkallad efter japanen Hideo Asada.